# Бобенталь
Бобенталь (нім. Bobenthal) — громада в Німеччині, розташована в землі Рейнланд-Пфальц. Входить до складу району Південно-Західний Пфальц. Складова частина об'єднання громад Данер-Фельзенланд.
Площа — 21,24 км2. Населення становить 298 ос. (станом на 31 грудня 2020).

## Галерея

Бобенталь - Bobenthal
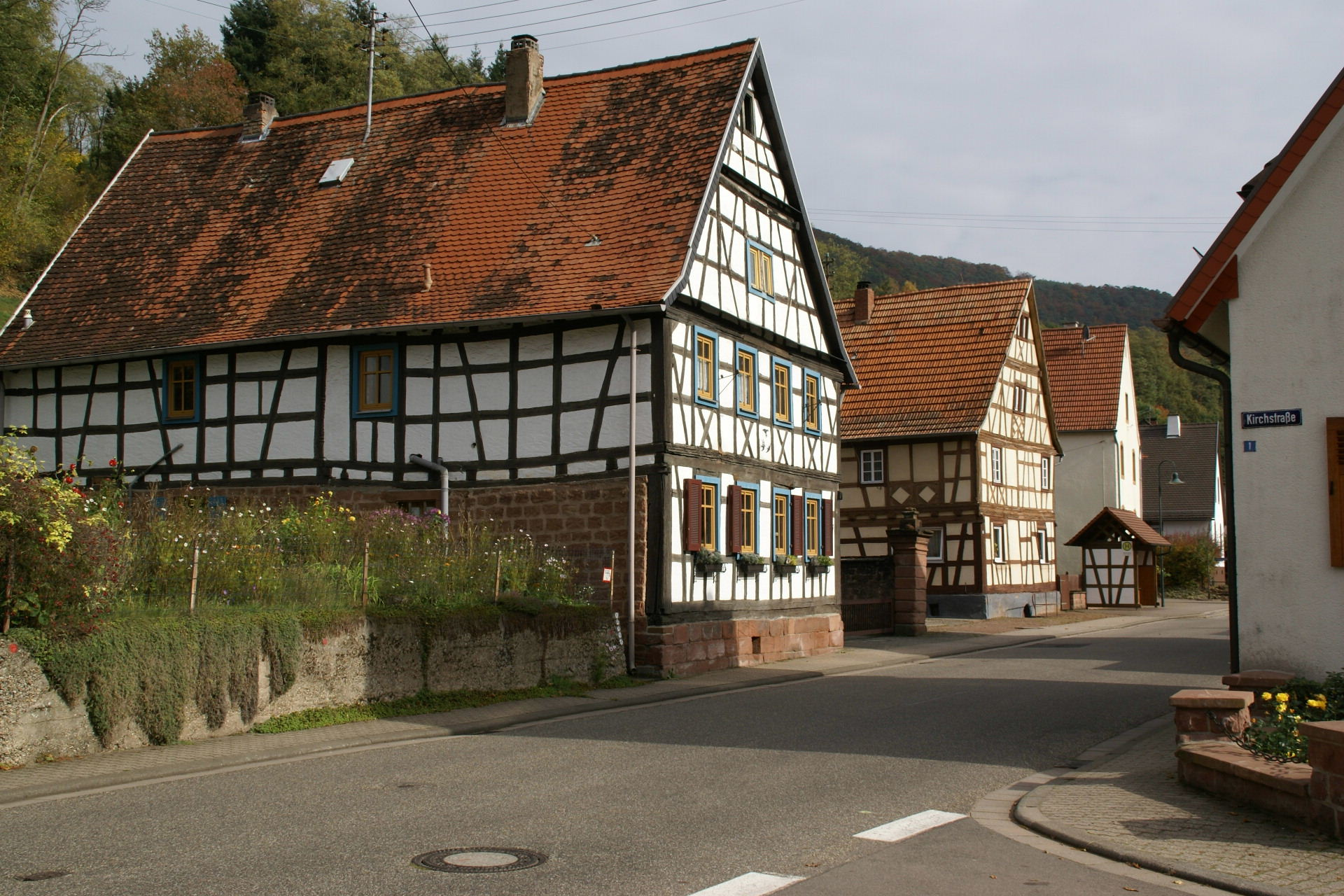
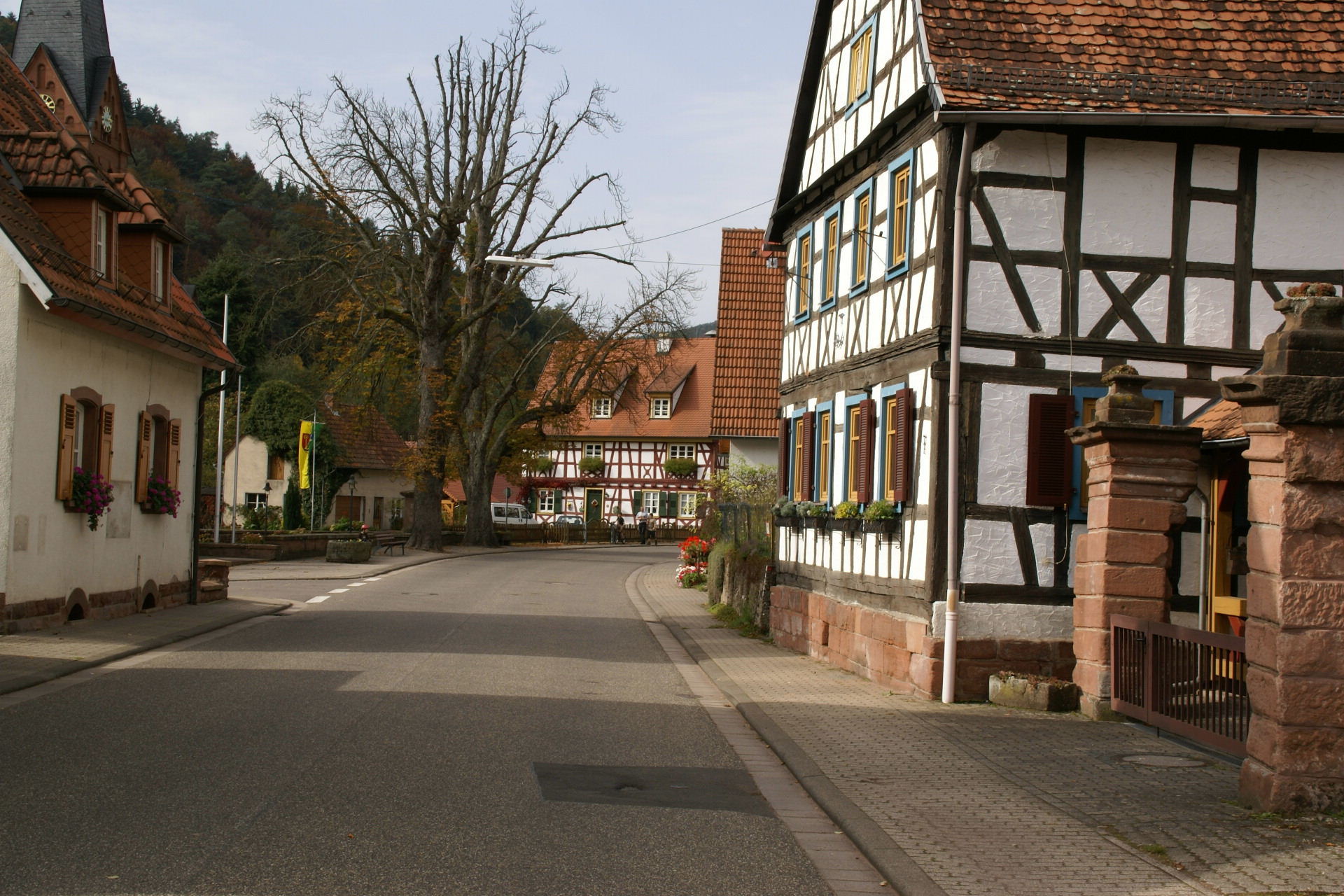
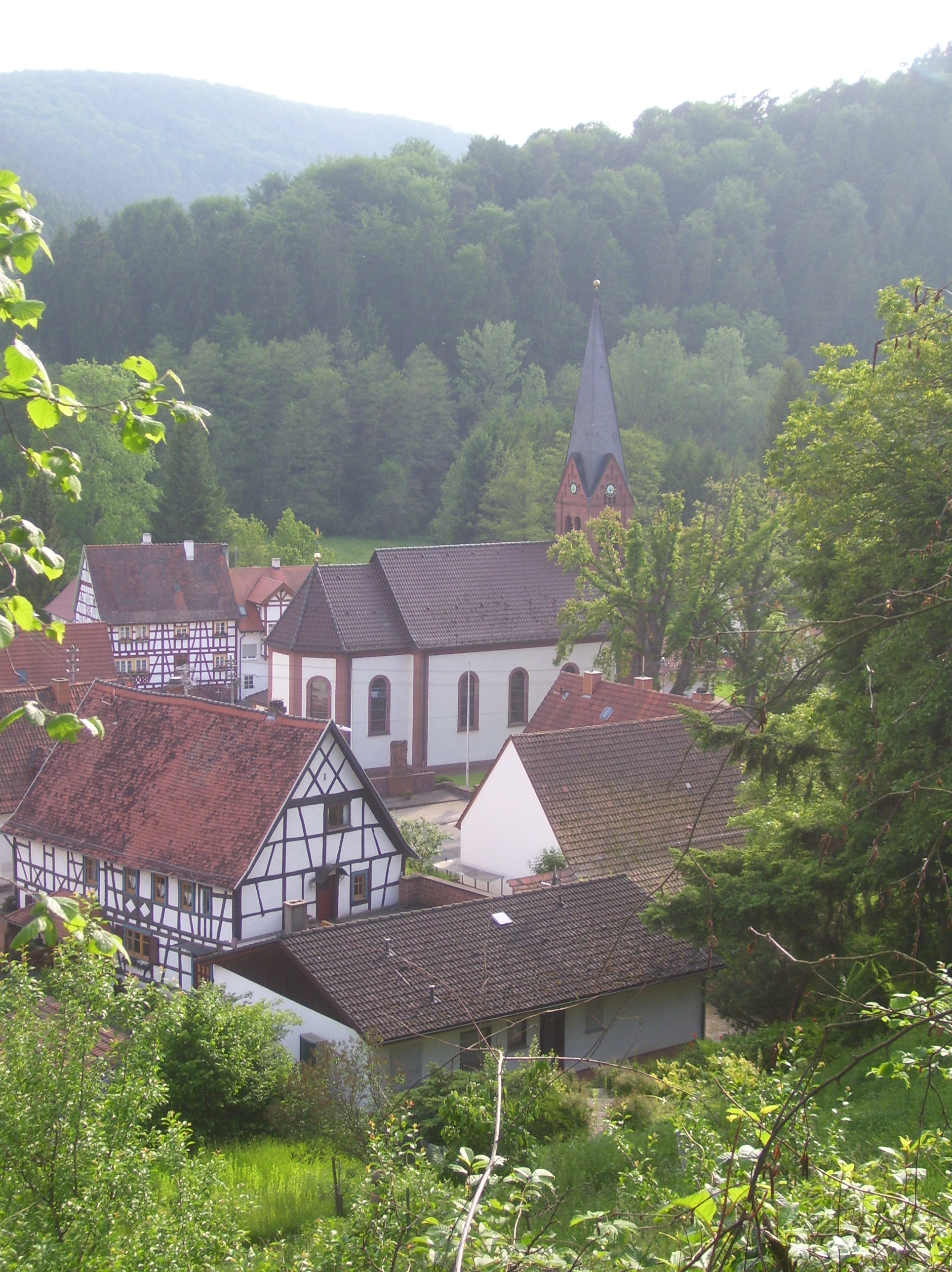
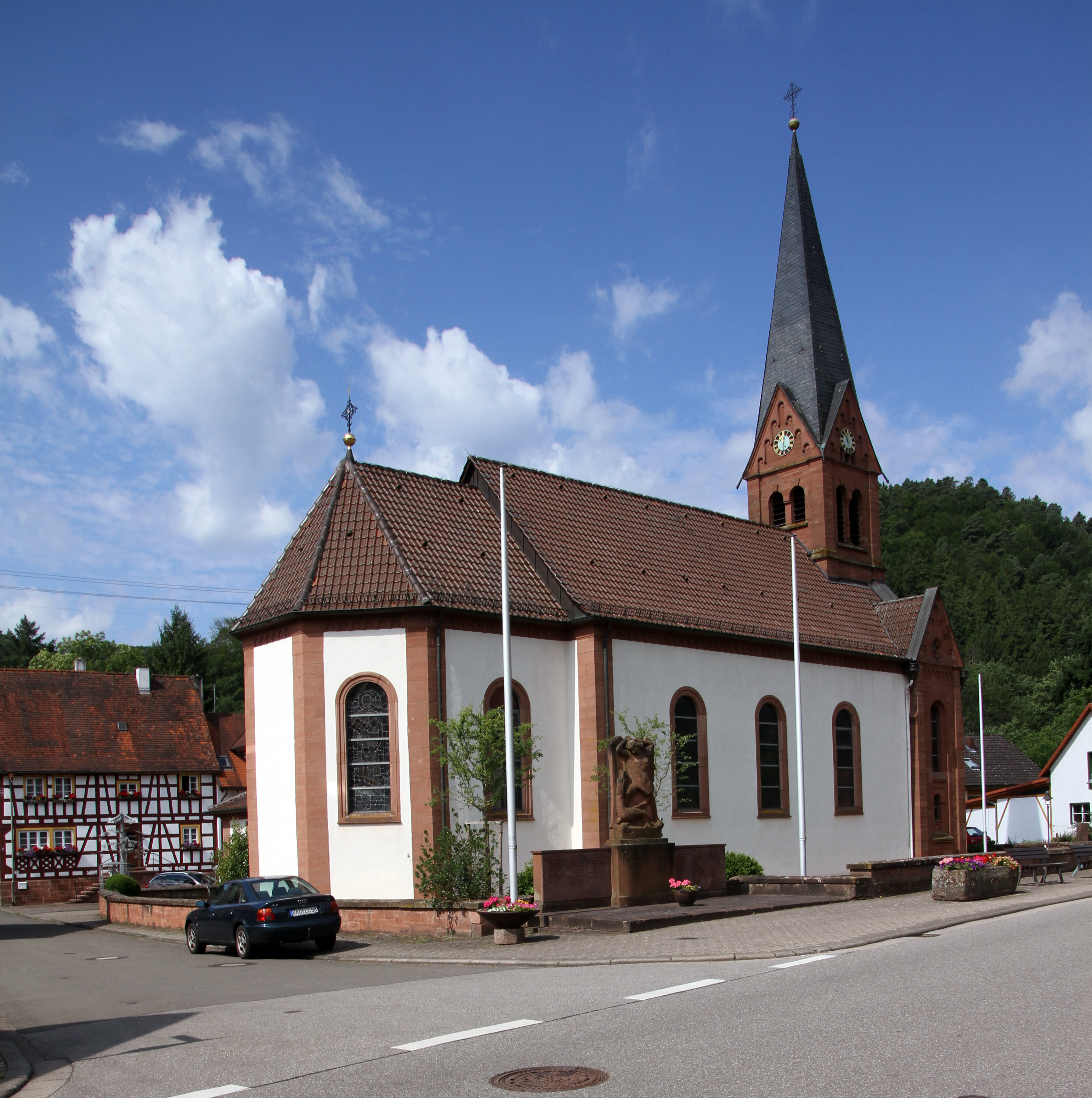
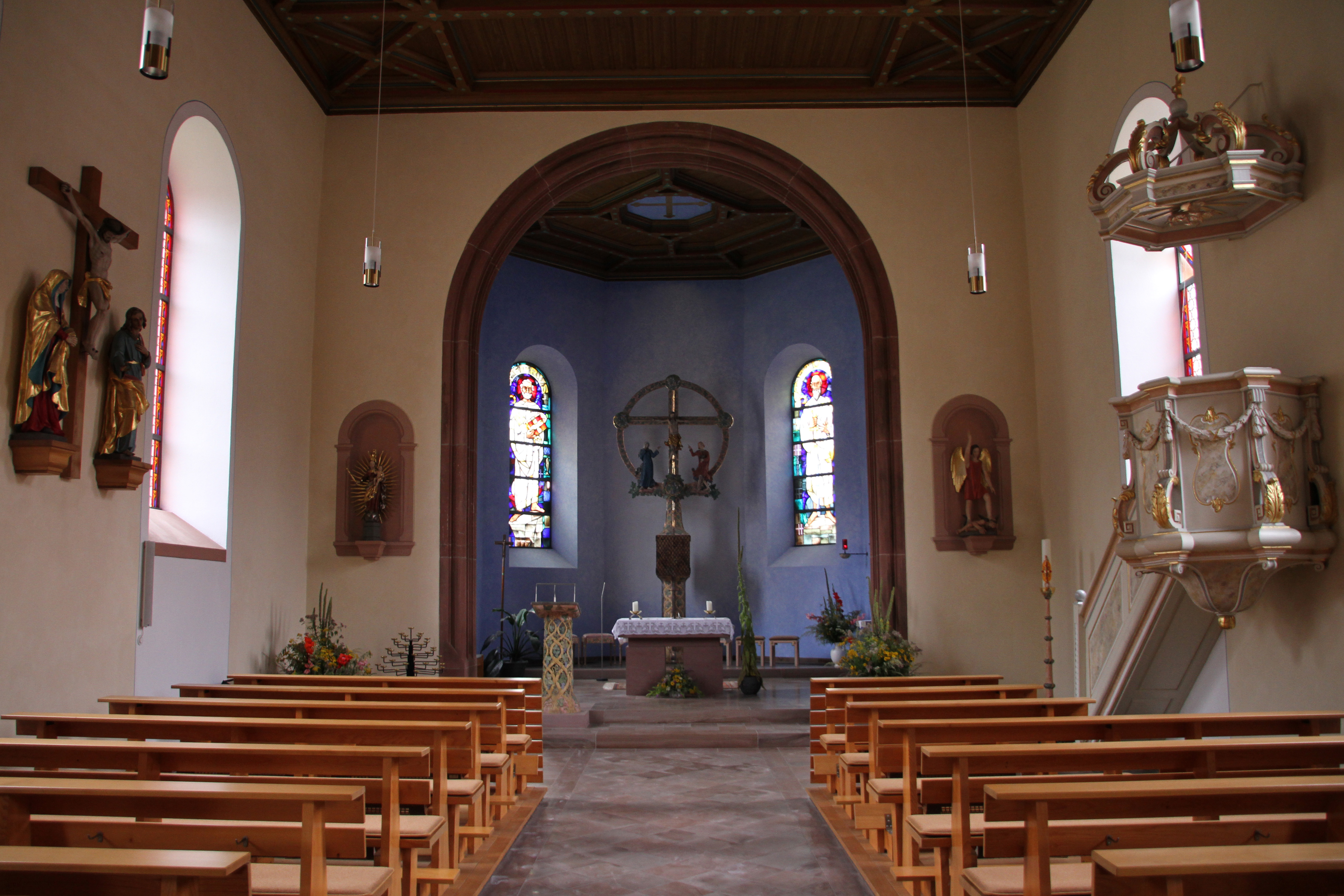
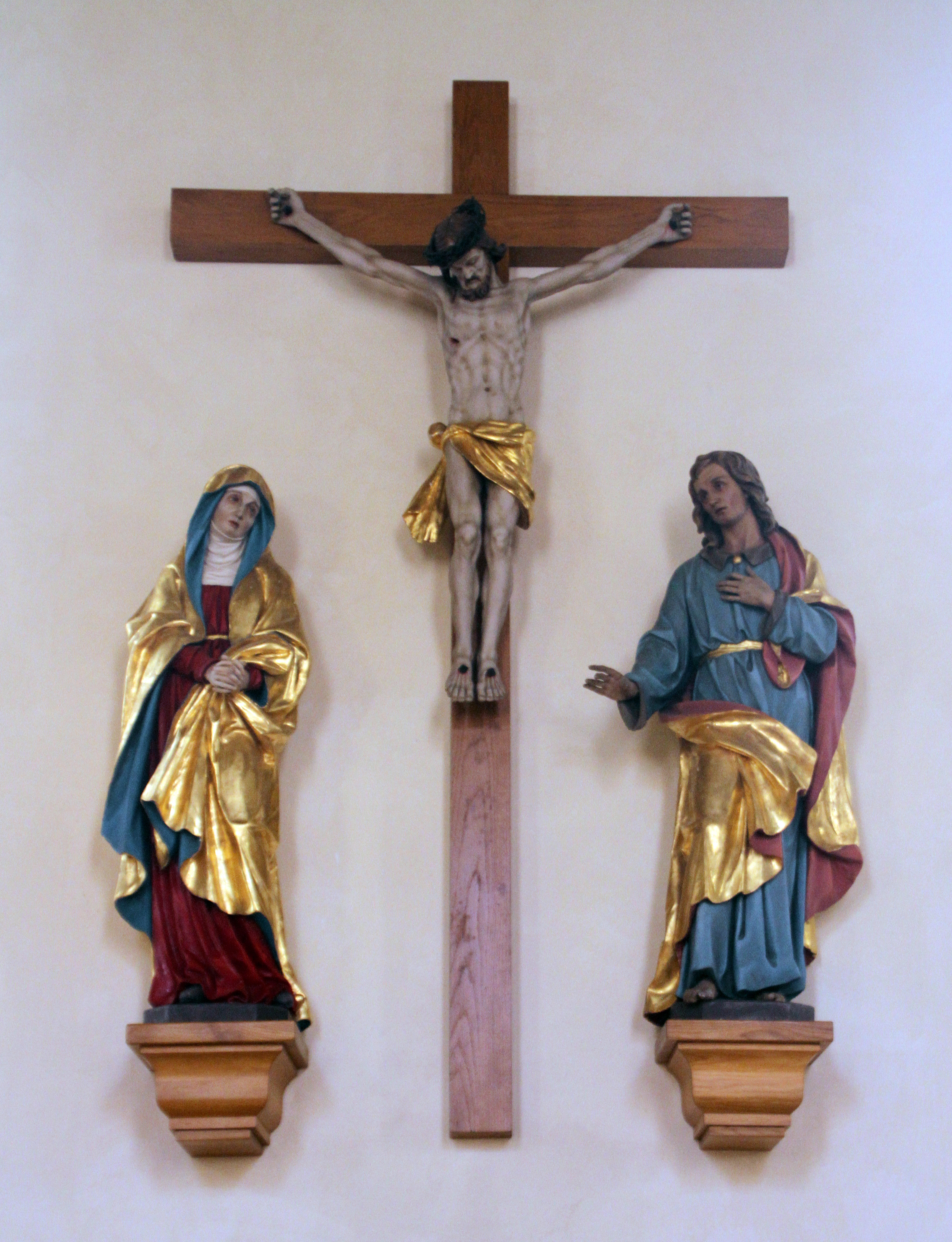
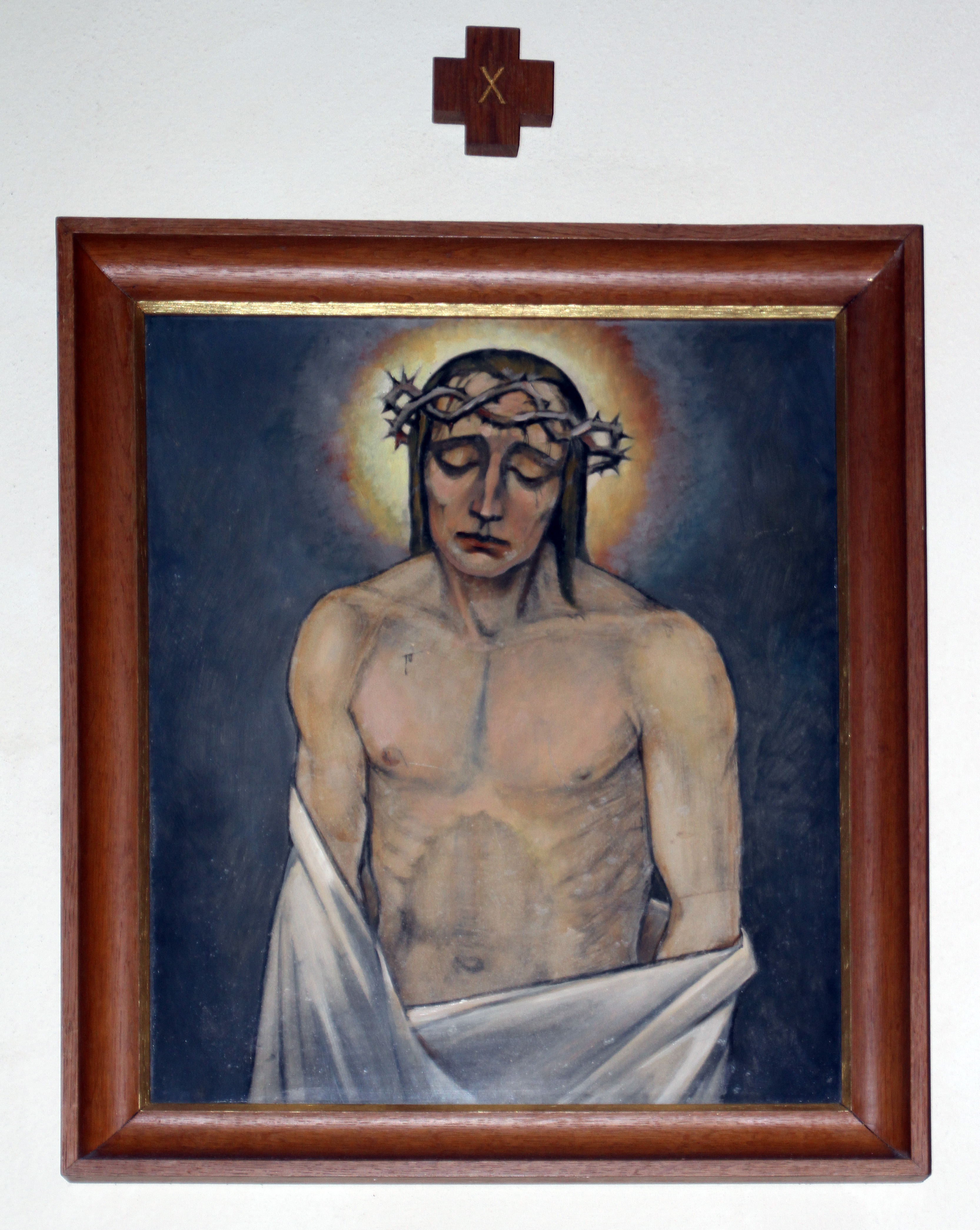
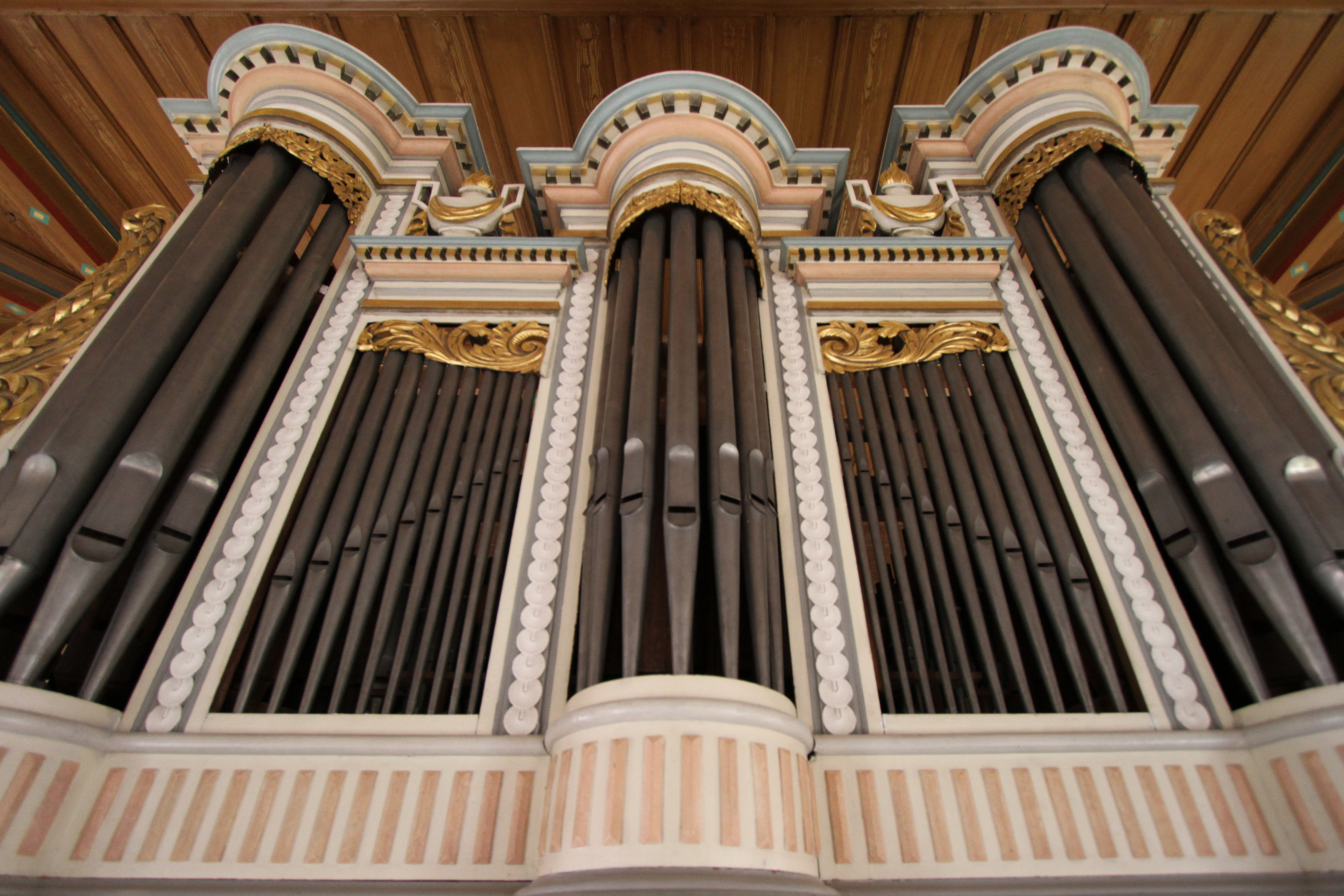